# Clwyd

Clwyd

Clwyd is een der behouden graafschappen van Wales. Het is nu verdeeld in vier bestuurlijke hoofdgebieden: Conwy, Denbighshire, Flintshire en Wrexham. 